# Störkanalen

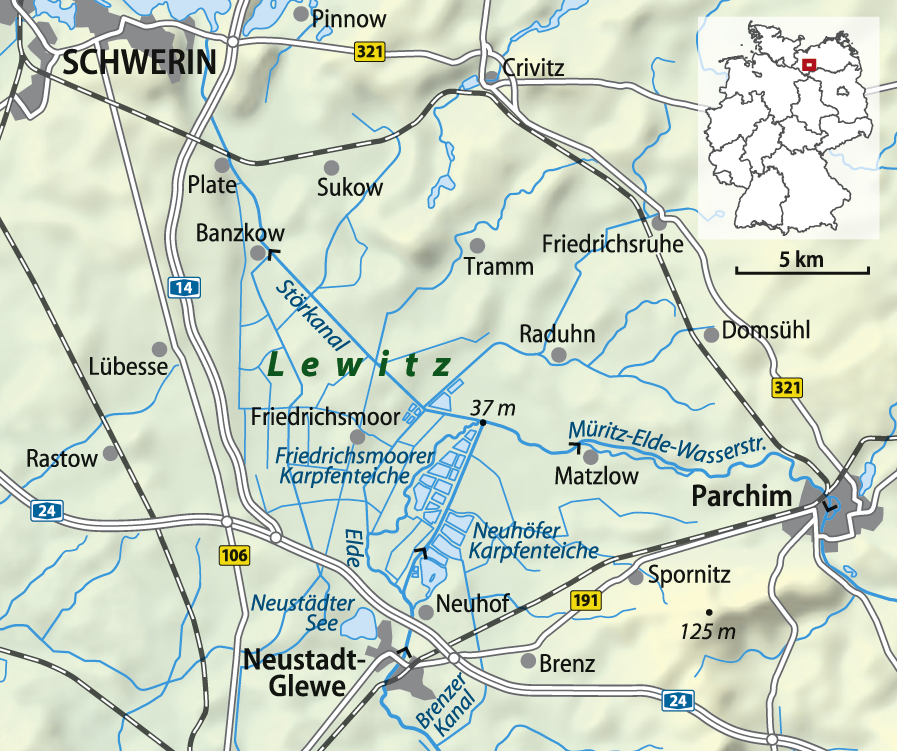
Karta över Störkanalens läge

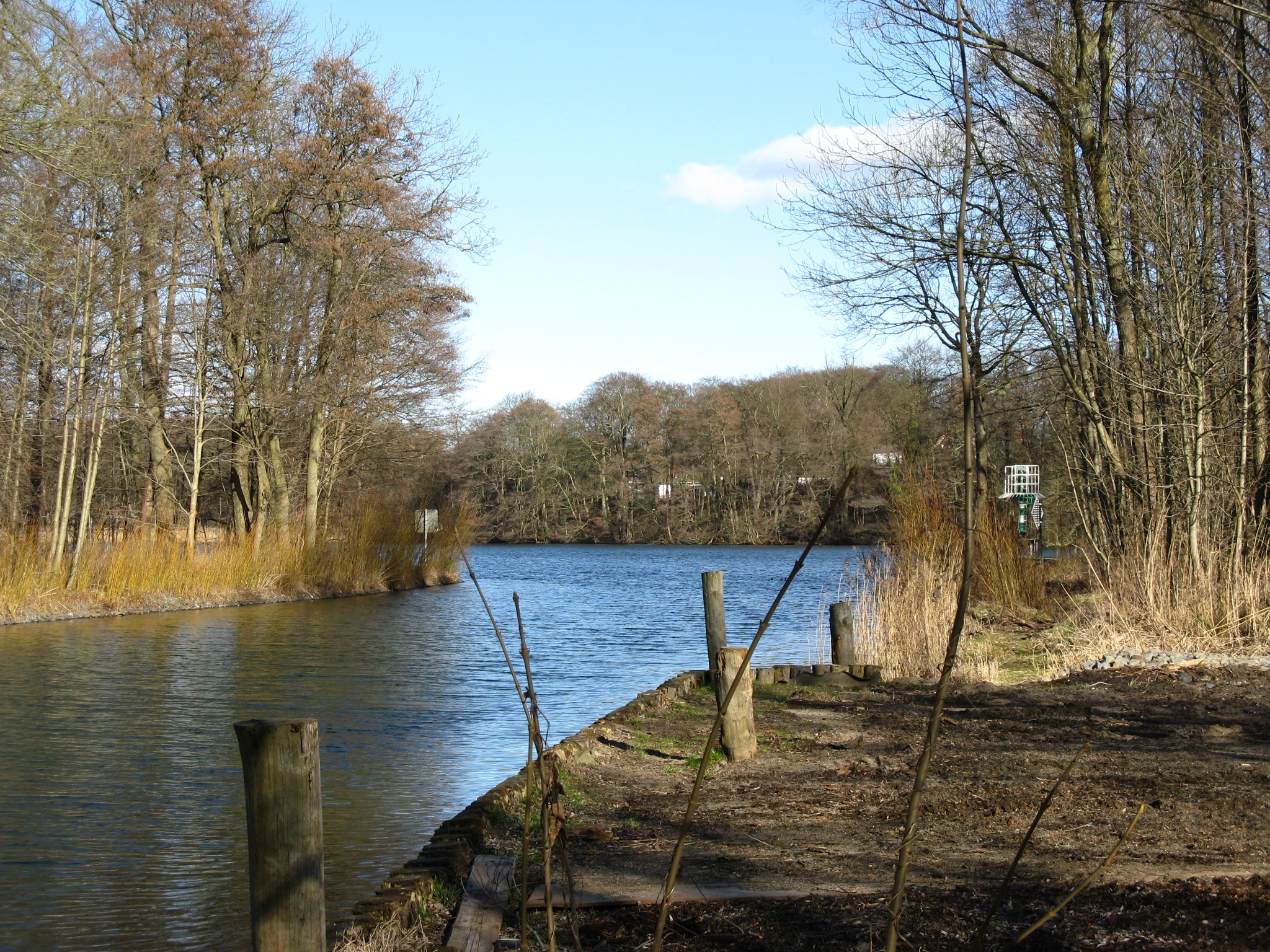
Störkanalen söder om sjön Schweriner See

Störkanalen (tyska: Störkanal) är en kanal i nordtyska förbundslandet Mecklenburg-Vorpommern.
Kanalen är 19,9 km lång och förbinder floden Elde (norr om Neustadt-Glewe) och sjön Schweriner See. Störkanalen har en medelvattenföring av 1,5 m³/s.